# Quatuor Rosé
Le Quatuor Rosé est un quatuor à cordes fondé par Arnold Rosé en 1882.
Il est resté en activité pendant 55 ans, jusqu'en 1938.

## Histoire
En 1882, peu de temps après le début de sa carrière en tant que 1er violon au Wiener Staatsoper et à l'Orchestre philharmonique de Vienne, Arnold Rosé, alors âgé de 19 ans, fonde son premier quatuor à cordes. Cet ensemble a joué jusqu'en 1938, si on ne tient pas compte des changements dans sa composition.
Le Quatuor Rosé se considérait comme l'héritier du Quatuor Hellmesberger  (1849-1901) et a également utilisé en conséquence un jeu sensuel chargée d'émotion, qui a souvent été considéré comme caractéristique de la musique à Vienne.
En plus des de six à huit concerts réguliers par abonnement de la saison à Vienne, le quatuor a effectué de nombreuses tournées (y compris en 1928 aux États-Unis ) et a été l'un des fameux quatuor de son temps.
Après l'Anschluss de l'Autriche en mars 1938, à plus de 75 ans, Arnold Rosé s'est vu contraint en tant que juif à émigrer de force. Cela l'a conduit à Londres en 1939, où il a fondé un nouveau quatuor. Son dernier concert public a eu lieu en 1945, à peine un an avant la mort de son fondateur légendaire.

## Membres
Ses membres ont changé au fil du temps. 

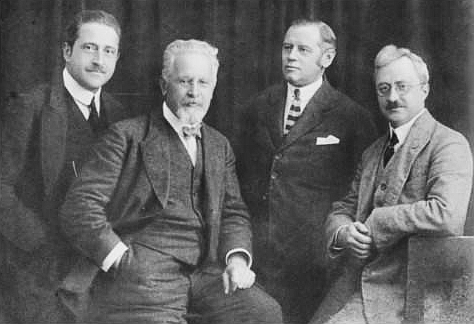
Le Quatuor Rosé vers 1921 : Paul Fischer, Arnold Rosé, Anton Rusitzka, Anton Walter.

- 1er violon : Arnold Rosé (1882–1945)
- 2e violon : Julius Egghard d. J. (1882–1883), Anton Loh (1884–1889), August Siebert (1890–1896), Albert Bachrich (1897–1904), Paul Fischer (1905–1938)
- Alto : Anton Loh (1882–1883), Sigismund Bachrich (1884–1894), Hugo von Steiner (1895–1901), Anton Ruzitska (1901–1929), Max Handl (1930–1933), Julius Stwertka (1934–1938)
- Violoncelle : Eduard Rosé (1882–1883), Reinhold Hummer (1884–1900), Friedrich Buxbaum (1901–1920), Anton Walter (1921), Friedrich Buxbaum (1922–1945)

La période la plus florissante de l'ensemble se situe entre 1905 et 1920 alors que le quatuor était composé de Rosé, Fischer, Ruzitska, et Buxbaum.

## Répertoire
Le répertoire du quatuor était basé sur les œuvres de Haydn, Mozart et Beethoven, mais de nombreux compositeurs contemporains ont aussi bénéficié de l'interprétation par le quatuor, dont Arnold Schoenberg.
Le groupe a participé à la création à Vienne d'œuvres de Brahms, dont son Quintette pour clarinette et cordes et son Quintette en sol majeur Opus 111. Il a aussi créé les premier et second quatuors à cordes de Schoenberg et participé à la création de La Nuit transfigurée avec deux membres de l'Orchestre philharmonique de Vienne: Franz Jelinek, alto, et Franz Schmidt, violoncelle. Autre création en 1896 : le Quatuor à cordes nº 14 en la bémol majeur d'Antonín Dvořák. Parmi les collaborateurs ayant joué avec le quatuor, on trouve Julius Röntgen, Johannes Brahms, Franz Steiner, Bruno Walter, et Richard Mühlfeld.
On possède des enregistrements du quatuor Rosé.